# Ivan Lenković
Ivan Lenković (*? v Liki - †1569. v Metliki), plemič na Kranjskem in general v Vojni krajini, poveljnik Uskokov.  

## Življenjepis[1]
Ivan Lenkovič je izviral iz družine Lenković, s koreninami v Liki na današnjem Hrvaškem. Kot otrok ali že kot odrasel mož se je z družino umaknil severno, na Kranjsko, današnjo Slovenijo. Pozneje je bil imenovan na položaj poveljnika Vojne krajine na Hrvaškem, vseskozi pa je živel in držal ključne posesti na Kranjskem: Grad Pobrežje v Beli krajini in Grad Otočec na Dolenjskem.
Kot general je skupaj z drugimi kranjskimi plemiči organiziral obmejno obrambo pred turški vpadi. Odlikoval se je tudi med otomanskim obleganjem Dunaja leta 1529.
Ob pritisku Turkov je njegova družina iz Like zbežala na Kranjsko. Kot baroni so imeli posesti med rekama Kolpo in Krko. Najpomembnejši njihov grad je bil grad Pobrežje ob Kolpi, katerega je zgradil kot žumberški glavar.
Eden njegovih pomembnih dosežkov je bila naselitev Uskokov, srbskega pravoslavnega življa, ob Kolpi na Kranjskem, v vaseh Marindol, Miliči in Paunoviči leta 1548. V istem časovnem obdobju je dal zgraditi grad Nehaj v Senju.
Leta 1569 je umrl v Metliki. Pokopan je v Frančiškanski cerkvi v Novem mestu.